# Erembodegem
Erembodegem belga település a flandriai Kelet-Flandria tartományban, Aalst körzetben található, közigazgatásilag Aalst városának része. A települést két részre osztja a Dender folyó, régen a bal oldali részen laktak a gazdagok, a jobb parton a szegények. A település területe  10.81 km ², lakossága kb. 11 000 fő.

## Története
A falu 1977-ig önálló település volt, ekkor lett Aalst város része. 1976-ban Erembodegemet két részre osztották, és a másik rész, Terjoden település, a szomszédos Haaltert városhoz csatolták.

## A falu szülöttei
- Louis Paul Boon (Aalst, 1912 - Erembodegem, 1979), flamand író
- Sabine Appelmans (1972. április 22.) professzionális teniszjátékos
- Patrick Bernauw (1962), flamand író
- Roger Moens (26 april 1930), atléta
- Dom Modest van Assche (Erembodegem, 1891 - Brugge, 1945) az assebroek-i Sint-Pietersabdij van Steenbrugge apátság apátja